# Kŏjo am
Kŏjo am (Pustelnia Patriarchów 거조암) – koreańska świątynia buddyjska niemająca statusu klasztoru - pustelnia.

## Historia pustelni
Pustelnia ta została wybudowana na zboczu góry Palgong w 738 roku przez mnicha Wŏnch'ama, lub - jak twierdzą niektórzy - podczas panowania króla Kyŏndŏka (pan. 742-764), jako całkowicie niezależny klasztor (Kŏjo sa), w dodatku dużo wcześniej od klasztoru Ŭnhae, do którego obecnie należy. Nie jest jasne, kiedy stała się pustelnią tego klasztoru.
Właśnie tu mistrz sŏn Chinul (1158–1210) ustanowił swoją słynną Społeczność Medytacji i Mądrości w 1190 roku.
Podczas renowacji pustelni znaleziono dokument, z którego wynika, iż budynek Yŏngsan-jŏn (영산전) pochodzi z roku 1375, co stawia go w rzędzie najstarszych drewnianych budynków w Korei. Jest Skarbem Narodowym nr 14.
Dziś jest to bardzo popularne miejsce - ludzie chętnie tu przychodzą, gdyż z pustelnią tą związanych jest wiele uznawanych za cudowne zdarzeń.

## Adres pustelni
- 622 Shinwon-ri, Cheongtong-myeon, Mt.Palgong, Yeongcheon, Gyeongsangbuk-do, Korea Południowa

## Ciekawe obiekty
- ołtarz w Yŏngsan-jŏn z historycznym Buddą Siakjamunim, który otoczony jest kamiennymi posążkami 526 zindywidualizowanych Nahanów, czyli arhatów.